# Medaeus grandis
Medaeus grandis is een krabbensoort uit de familie van de Xanthidae. De wetenschappelijke naam van de soort is voor het eerst geldig gepubliceerd in 1993 door Davie.